# Syncrude tailings pond
Als Syncrude tailings pond wird ein etwa 12 Quadratkilometer großes Absetzbecken der Ölsand-Aufbereitungsanlage „Mildred Lake“ des kanadischen Erdölunternehmens Syncrude in der kanadischen Provinz Alberta bezeichnet.
Es ist vor allem bekannt durch den Damm, der das Becken einfasst. Dieser „Syncrude tailings dam“ gilt mit einem Volumen von 540 Millionen Kubikmetern als „der größte Staudamm der Erde“, gemessen am Dammvolumen, nicht aber gemessen am Volumen des maximal anstaubaren Wassers.

## Funktion
Der Syncrude tailings pond ist nur eines von mehreren großen Absetzbecken nördlich von Fort McMurray, nur eines von mehreren mit ähnlich großen Dammanlagen und auch nur eines von mehreren, die von Syncrude betrieben werden. Diese Becken nehmen das Abwasser und die darin enthaltenen, feinkörnigen mineralischen Bestandteile (Quarz- und andere Mineralkörner, Tonpartikel) auf, die bei der Extraktion des Bitumens aus dem Ölsand in den Aufbereitungsanlagen anfallen. Derartige Rückstände werden im Bergbau allgemein Tailings genannt. Die Mineralkörner und -partikel setzen sich nach der Einleitung am Grund des Beckens ab. Ähnlich wie bei der Sedimentation in natürlichen Stillgewässern wird durch die Auflast jüngerer Sedimente das ältere, darunterlagernde Sediment kompaktiert und entwässert. Im Fall der Absetzbecken wird das kompaktierte, relativ wasserarme Sediment als mature fine tailings (MFT) bezeichnet.
Der „Syncrude tailings dam“ ist daher in seiner Funktion nicht mit einer Talsperre vergleichbar, sondern eher mit einem Deich. Trotzdem wird er in einschlägigen Listen der größten Talsperren auf Platz 1 geführt. Weil die Aufbereitungsanlage nach wie vor in Betrieb ist, nimmt die Mächtigkeit der Sedimentschicht am Grund des Beckens ständig zu. Deshalb muss der Damm bzw. Deich in regelmäßigen Abständen erhöht werden und nimmt noch an Volumen zu.